# Forgotten Sons
I Forgotten Sons sono stati una coppia heel di wrestling attiva nella WWE tra il 2016 e il 2021, formata da Wesley Blake e Steve Cutler.
Fino al 2020 il gruppo era un trio che includeva anche Jaxson Ryker.

## Storia

### WWE (2016–2021)

#### NXT, roster principale e scioglimento (2016–2021)
Il trio ha debuttato con Samoa Joe il 21 ottobre 2016 in un Six-man Tag Team match. Tuttavia, hanno combattuto il loro primo match il 20 aprile 2017 a NXT.
A partire dal 1º febbraio 2018, Steve Cutler e Wesley Blake sono stati annunciati come The Forgotten Sons. Spesso si sono alleati con Chad Lail nei loro incontri, e il 17 febbraio del 2018, con l'aiuto di Lacey Evans, hanno attaccato i SAnitY (Alexander Wolfe, Eric Young, Killian Dain e Nikki Cross). Successivamente, Lail ha continuato a combattere con i Forgotten Sons in diverse occasioni, cambiando poi nome in Jaxson Ryker.
Nella puntata di SmackDown del 10 aprile 2020 i Forgotten Sons hanno debuttato nello show, con Blake e Cutler che hanno sconfitto i Lucha House Party (Gran Metalik e Lince Dorado). Nella puntata di SmackDown del 24 aprile i Forgotten Sons hanno attaccato gli SmackDown Tag Team Champions Big E e Kofi Kingston del New Day durante un segmento sul ring assieme a Gran Metalik e Lince Dorado dei Lucha House Party e John Morrison e The Miz. Nella puntata di SmackDown del 1º maggio Blake e Cutler hanno sconfitto gli SmackDown Tag Team Champions Big E e Kofi Kingston del New Day in un match non titolato. Nella puntata di SmackDown dell'8 maggio Blake, Cutler, John Morrison e The Miz hanno sconfitto i Lucha House Party e il New Day. Il 10 maggio, a Money in the Bank, Blake e Cutler hanno partecipato ad un Fatal 4-Way Tag Team match per lo SmackDown Tag Team Championship che comprendeva anche i campioni Big E e Kofi Kingston del New Day, John Morrison e The Miz e i Lucha House Party ma il match è stato vinto da Big E e Kingston. Nella puntata di SmackDown del 4 dicembre Blake e Cutler sono tornati dopo una lunghissima assenza aiutando King Corbin a sconfiggere Murphy, segnando di fatto la fine della collaborazione di Ryker con i due suoi ex-compagni nei Forgotten Sons. Nella puntata di SmackDown dell'11 dicembre Blake e Cutler hanno assunto il nome di The Knights of the Lone Wolf come sottoposti di King Corbin. Tuttavia, il 5 febbraio 2021 Cutler è stato rilasciato dalla WWE, segnando lo scioglimento definitivo del duo.

## Nel wrestling

### Mosse finali
- Steve Cutler
  - Trademark Plex (Fisherman buster)
- Wesley Blake
  - Six Star Frog Splash (Five star frog splash)

### Musiche d'ingresso
- Do Unto Others dei CFO$ (2018–2020)
- King's Darkness di Jim Johnston (2020–2021; insieme a King Corbin)